# Procés d'Ornstein-Uhlenbeck

Cinc simulacions amb θ = 1, σ = 1 i μ = 0.

En matemàtiques, el procés d'Ornstein–Uhlenbeck és un procés estocàstic amb aplicacions en matemàtiques financeres i ciències físiques. La seva aplicació original en física va ser com a model per a la velocitat d'una partícula browniana massiva sota la influència de la fricció. Porta el nom de Leonard Ornstein i George Eugene Uhlenbeck.
El procés d'Ornstein–Uhlenbeck és un procés estacionari de Gauss–Màrkov, el que significa que és un procés gaussià, un procés de Màrkov i és temporalment homogeni. De fet, és l'únic procés no trivial que compleix aquestes tres condicions, fins a permetre transformacions lineals de les variables espacials i temporals.  Amb el pas del temps, el procés tendeix a derivar cap a la seva funció mitjana: aquest procés s'anomena reversió a la mitjana.

6Una simulació 3D amb θ = 1, σ = 3, μ = (0, 0, 0) i la posició inicial (10, 10, 10).

El procés es pot considerar com una modificació de la caminada aleatòria en temps continu, o procés de Wiener, en la qual s'han canviat les propietats del procés de manera que hi ha una tendència de la caminada a retrocedir cap a una ubicació central, amb un major atracció quan el procés està més allunyat del centre. El procés d'Ornstein–Uhlenbeck també es pot considerar com l'anàleg de temps continu del procés AR(1) de temps discret.

## Definició

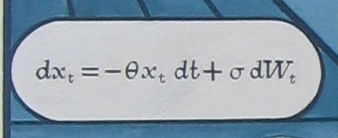
Fórmula simplificada per al procés Ornstein–Uhlenbeck a partir del mural que es mostra a continuació.

El procés Ornstein-Uhlenbeck {\displaystyle x_{t}} es defineix per la següent equació diferencial estocàstica :
{\displaystyle dx_{t}=-\theta \,x_{t}\,dt+\sigma \,dW_{t}}
on {\displaystyle \theta >0} i {\displaystyle \sigma >0} són paràmetres i {\displaystyle W_{t}} denota el procés de Wiener. 
De vegades s'afegeix un terme de deriva addicional:
{\displaystyle dx_{t}=\theta (\mu -x_{t})\,dt+\sigma \,dW_{t}}
on {\displaystyle \mu } és una constant. El procés d'Ornstein-Uhlenbeck de vegades també s'escriu com una equació de Langevin de la forma

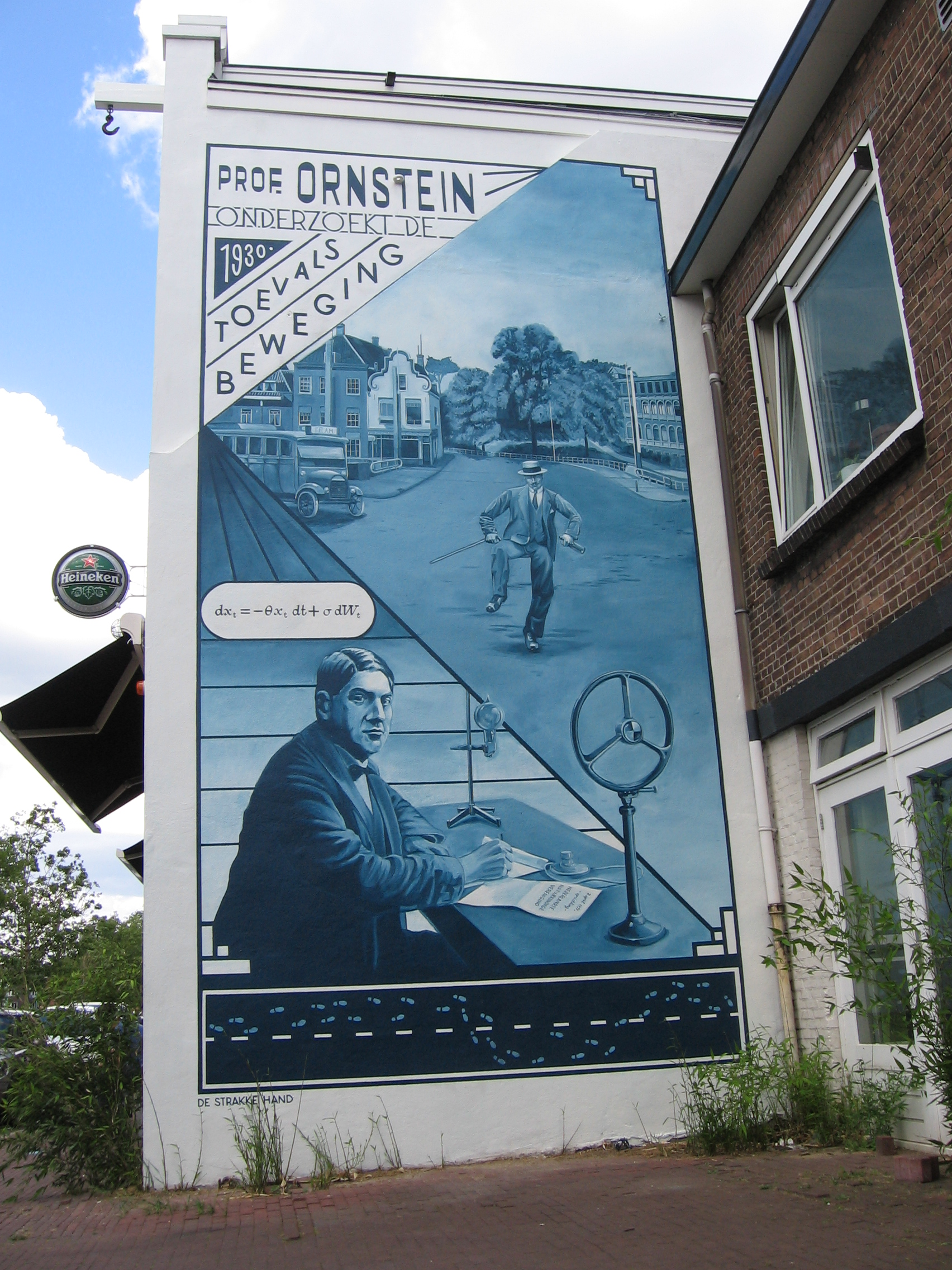
Col·lectiu d'artista holandès De Strakke Hand: mural de Leonard Ornstein, que mostra Ornstein com a cofundador de la Societat de Física Holandesa (Netherlands Physical Society) al seu escriptori l'any 1921 i il·lustra el doble de la marxa aleatòria d'un borratxo amb una fórmula simplificada per a l'Ornstein–Uhlenbeck procés. Oosterkade, Utrecht, Països Baixos, no gaire lluny del laboratori d'Ornstein. Text traduït: el professor Ornstein investiga el moviment aleatori el 1930.

{\displaystyle {\frac {dx_{t}}{dt}}=-\theta \,x_{t}+\sigma \,\eta (t)}
on {\displaystyle \eta (t)}, també conegut com a soroll blanc, substitueix la suposada derivada {\displaystyle dW_{t}/dt} del procés de Wiener. No obstant això, {\displaystyle dW_{t}/dt} no existeix perquè el procés de Wiener no és diferenciable enlloc,  i, per tant, l'equació de Langevin només té sentit si s'interpreta en sentit distribucional. En les disciplines de la física i l'enginyeria, és una representació habitual del procés d'Ornstein–Uhlenbeck i d'equacions diferencials estocàstiques similars assumint tàcitament que el terme de soroll és un derivat d'una interpolació diferenciable (per exemple, de Fourier) del procés de Wiener.

## Representació de l'equació de Fokker-Planck
El procés d'Ornstein-Uhlenbeck també es pot descriure en termes d'una funció de densitat de probabilitat, {\displaystyle P(x,t)}, que especifica la probabilitat de trobar el procés a l'estat {\displaystyle x} a l'hora {\displaystyle t}.  Aquesta funció compleix l'equació de Fokker-Planck
{\displaystyle {\frac {\partial P}{\partial t}}=\theta {\frac {\partial }{\partial x}}(xP)+D{\frac {\partial ^{2}P}{\partial x^{2}}}}
on {\displaystyle D=\sigma ^{2}/2}. Aquesta és una equació diferencial parcial parabòlica lineal que es pot resoldre mitjançant diverses tècniques. La probabilitat de transició, també coneguda com a funció de Green, {\displaystyle P(x,t\mid x',t')} és un gaussià amb mitjana {\displaystyle x'e^{-\theta (t-t')}} i la variància {\displaystyle {\frac {D}{\theta }}\left(1-e^{-2\theta (t-t')}\right)} :
{\displaystyle P(x,t\mid x',t')={\sqrt {\frac {\theta }{2\pi D(1-e^{-2\theta (t-t')})}}}\exp \left[-{\frac {\theta }{2D}}{\frac {(x-x'e^{-\theta (t-t')})^{2}}{1-e^{-2\theta (t-t')}}}\right]}
Això dóna la probabilitat de l'estat {\displaystyle x} succeint en el moment {\displaystyle t} estat inicial donat {\displaystyle x'} a l'hora {\displaystyle t'<t}. De manera equivalent, {\displaystyle P(x,t\mid x',t')} és la solució de l'equació de Fokker-Planck amb condició inicial {\displaystyle P(x,t')=\delta (x-x')}.

## Aplicacions

### En física: relaxació sorollosa
El procés d'Ornstein–Uhlenbeck és un prototip d'un procés de relaxació sorollosa. Un exemple canònic és una molla Hookean (oscil·lador harmònic) amb constant de molla {\displaystyle k} la dinàmica del qual està sobreamortida amb el coeficient de fricció {\displaystyle \gamma }. En presència de fluctuacions tèrmiques amb la temperatura {\displaystyle T}, la longitud {\displaystyle x(t)} de la molla oscil·la al voltant de la longitud de descans de la molla {\displaystyle x_{0}} ; la seva dinàmica estocàstica es descriu mitjançant un procés d'Ornstein–Uhlenbeck amb
{\displaystyle {\begin{aligned}\theta &=k/\gamma ,\\\mu &=x_{0},\\\sigma &={\sqrt {2k_{B}T/\gamma }},\end{aligned}}}
on {\displaystyle \sigma } es deriva de l'equació de Stokes-Einstein {\displaystyle D=\sigma ^{2}/2=k_{B}T/\gamma } per a la constant de difusió efectiva.  Aquest model s'ha utilitzat per caracteritzar el moviment d'una partícula browniana en una trampa òptica.
En equilibri, la molla emmagatzema una energia mitjana {\displaystyle \langle E\rangle =k\langle (x-x_{0})^{2}\rangle /2=k_{B}T/2} d'acord amb el teorema d'equippartició.

### En matemàtiques financeres
El procés d'Ornstein-Uhlenbeck s'utilitza en el model de Vasicek del tipus d'interès. El procés d'Ornstein-Uhlenbeck és un dels diversos enfocaments utilitzats per modelar (amb modificacions) els tipus d'interès, els tipus de canvi de divises i els preus de les mercaderies de manera estocàstica. El paràmetre {\displaystyle \mu } representa l'equilibri o el valor mitjà recolzat pels fonaments; {\displaystyle \sigma } el grau de volatilitat al seu voltant causat per xocs, i {\displaystyle \theta } la velocitat amb què aquests xocs es dissipen i la variable reverteix cap a la mitjana. Una aplicació del procés és una estratègia comercial coneguda com a comerç de parells.
Una implementació addicional del procés Ornstein–Uhlenbeck la deriva Marcello Minenna per tal de modelar la rendibilitat de les accions sota una dinàmica de distribució lognormal. Aquest model té com a objectiu la determinació de l'interval de confiança per predir els fenòmens d'abús de mercat.

### En biologia evolutiva
El procés d'Ornstein-Uhlenbeck s'ha proposat com una millora respecte a un model de moviment brownià per modelar el canvi en els fenotips dels organismes al llarg del temps. Un model de moviment brownià implica que el fenotip es pot moure sense límits, mentre que per a la majoria dels fenotips la selecció natural imposa un cost per moure's massa en qualsevol direcció. Una metaanàlisi de 250 sèries temporals de fenotips fòssils va mostrar que un model d'Ornstein-Uhlenbeck era el més adequat per a 115 (46%) de les sèries temporals examinades, donant suport a l'estasi com a patró evolutiu comú. Dit això, hi ha certs reptes per al seu ús: els mecanismes de selecció de models sovint estan esbiaixats a preferir un procés OU sense suport suficient, i la mala interpretació és fàcil per al científic de dades desprevingut.